# フリアーシステムズ

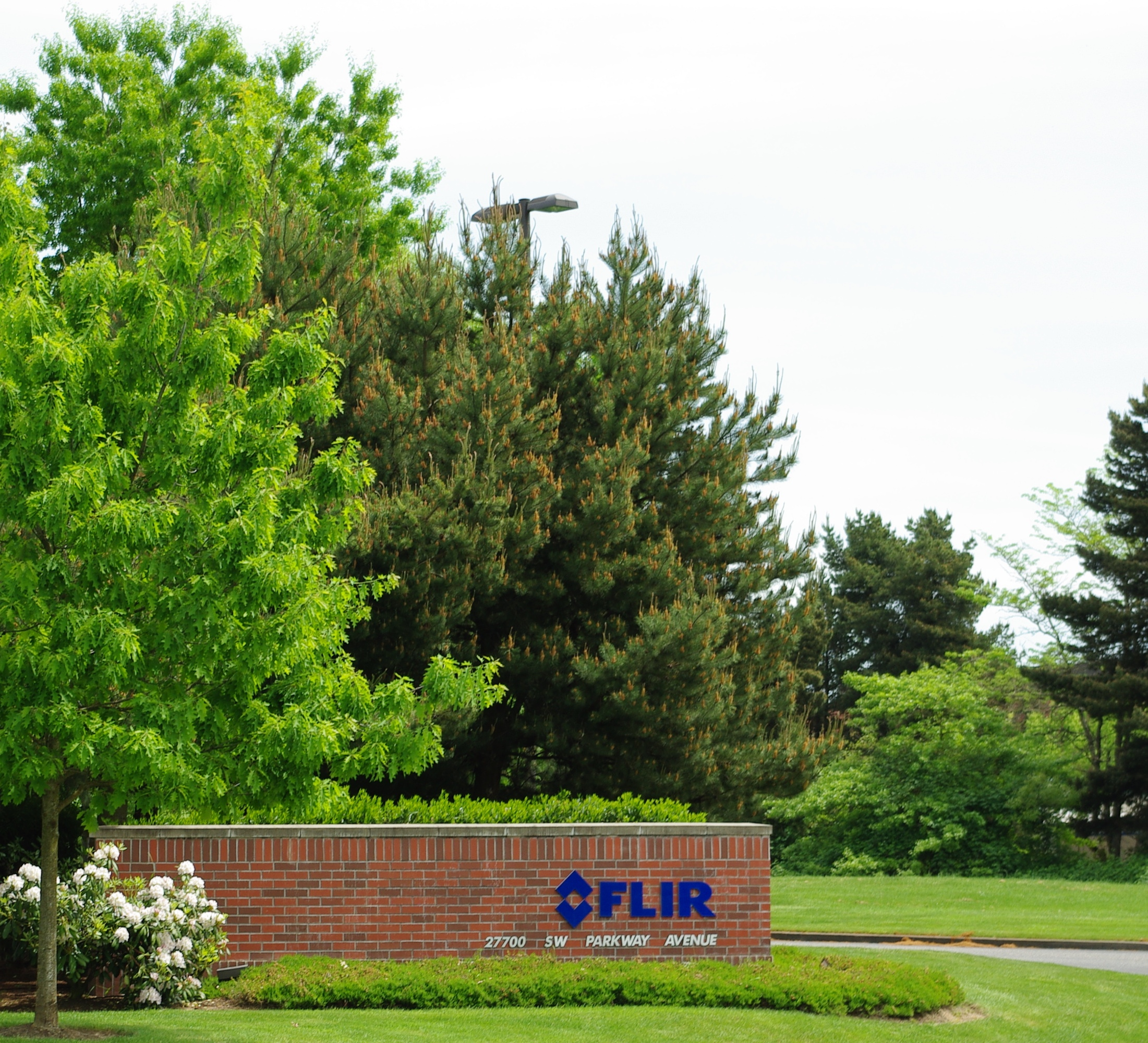
メンター・グラフィックスの敷地に隣接した、オレゴン州ウィルソンビルの本社入り口

テレダイン・フリアーLLC（Teledyne FLIR LLC、以前はフリアーシステムズ、"FLIR"に由来）は赤外線カメラおよびセンサーの設計及び製造に特化したテレダイン・テクノロジーズの子会社。各国政府を主たる顧客としており、2020年時点では収入の約31%がアメリカ合衆国連邦政府とその省庁からのものであった。

## 事業
フリアーでは以下の市場向けの機器を製造している。
- 監視および偵察
- 部隊防護
- 国境および海洋巡視
- 国家重要インフラストラクチャー防護
- 捜索および救助
- 検出
- 照準
- 航空法執行
- 薬物防止

### 事業所
同社は、ニューハンプシャー州ナシュア、カリフォルニア州ゴリータ、マサチューセッツ州ノースビレリカ、フロリダ州オーランド、モンタナ州ボーズマン、オクラホマ州スティルウォーター、バージニア州アーリントン郡、マサチューセッツ州チェルムズフォード、カリフォルニア州ベンチュラ、メリーランド州エルクリッジ、ペンシルバニア州フリーポート、テネシー州オーク・リッジ、オンタリオ州ウォータールー、インディアナ州ウェストラファイエット、タリン、タビー、ドバイ、ヴァルスタッドおよびフェアラムに事務所と生産施設、場所によっては研究開発施設を有している。

## 製品

### FLIR One
FLIR oneカメラはアメリカ合衆国の規制上の問題から毎秒9フレームに制限されている。このカメラは水および空気の漏洩を検出することが可能である。このカメラはAndroidおよびiOSデバイスに取り付けて使用する。

### AN/PVS-22
”Universal Night Site"（汎用夜間照準器、USN）として設計されたAN/PVS-22は、フリアーのMilSight 105スコープから派生したクリップオンタイプの暗視照準器である。この照準器は遠距離の標的を捉え、.50BMGの反動に耐えることができる。AN/PVS-22は、もともとはSOCOM向けにナイツアーマメント（以降ナイツ）およびOSTI社と共同設計されたものだった。”Universal Night Site" という商標をめぐってはナイツとOSTIが争っていた。フリアーがどのようにしてAN/PVS-22とMilSight 105の設計に関する権利を有することになったのかは明らかにされていない。

## 社歴

### 会社設立と移転
同社は1978年に航空機で使用するための高性能で低コストの赤外線（熱）画像システムの開発に先鞭をつけるべく、フリアーシステムズ（FLIR Systems）として設立された
。当初はオレゴン州タイガードを拠点としていたが、1990年代中頃にオレゴン州ポートランドに移転した。

### 資金と不正
1990年、同社はヒューズ・エアクラフトの産業用赤外線画像部門を取得した。1993年6月、株式公開を経て公開会社となり、1200万ドルを調達した。1998年1月、スウェーデンの Agema Infrared System を約8000万ドルで取得した。1999年1月、J.ケネス・ストリンガー三世が同社の社長兼CEOに指名された。1999年4月、Inframetrics を取得。2000年5月、ストリンガーは会計処理に誤りがあったとして取締役会から解雇され、アール・ルイスがストリンガーに変わって社長兼CEOとなり、プライスウォーターハウスクーパースが監査役を解任された。2001年1月、フリアーは集団訴訟の株主訴訟の和解金600万ドルの支払いに合意し、2002年10月には米国証券取引委員会との和解にこぎつけた。3名の幹部が不正会計で起訴された。

### 訴訟
2004年、同社は新しい本社としてメンター・グラフィックスから1030万ドルでオレゴン州ウィルソンビルの建物を購入した。2004年1月、フリアーは冷却および非冷却の赤外線検出器、カメラコア、完成品カメラなどの赤外線画像機器の開発および供給元である Indigo Systems を1億9千万ドルで買収した。2011年、Indigo Systems の創業者に対する営業秘密請求に敗訴したフリアーは、反訴を和解するために3900万ドルの支払いに合意した。2005年初頭、同社はBMWに対して車両に搭載するための画像技術の提供を開始した。2007年3月、同社はオプションの遡及によって、1995年から2005年までの財務諸表を修正再表示することを報告した。フリアーはオプションの遡及に関して投資家から訴えられていたが、2007年11月に訴訟は退けられた。

### 買収
2007年10月、Extech Instruments を4000万ドルで買収。2008年4月、スペインの Infra Tecnoloias を700万ユーロで買収。2009年12月、Extech のポータブルプリンター部門である Extech Data Systems を売却。同月、保安機器メーカーの Directed Perception を2000万ドルで買収。2010年5月、破産した Raymarine を1億8千万ドルで買収。2012年12月、Lorex Technology を6000万ドルで買収。Lorex は2018年に2900万ドルで Dahua Technology に売却された。
2013年5月、アール・ルイスの引退を受けて、アンドリュー・C・タイクが社長兼CEOに就任。2015年4月、サウジアラビア公務員の世界旅行の費用を負担したとの連邦海外腐敗行為防止法違反の和解金として、950万ドルを支払った。米国証券取引委員会によれば、フリアーは同法違反に関わる売り上げから700万ドル以上の利益を得ていた。
2015年11月、高度なビデオ監視用ソフトウェアおよびハードウェア技術の提供業者であるDVTELを、現金およそ9200万ドルで買収した。2016年2月、同社の技術が軽量の熱画像技術を搭載するBullitt Groupとキャタピラーの携帯電話に採用された。2016年11月、Brickstreamブランドのカメラ製品を有する Point Grey Research を2億5900万ドルで買収した。2016年12月、軍事および法執行機関で監視および偵察に使用されるナノドローンであるブラック・ホーネット・ナノを製造する Prox Dynamics を1億3400万ドルで買収した。2017年5月、ジム・キャノンが社長兼CEOに就任。2019年1月、Aeryon Labsを2億ドルで買収。2019年3月、iRobotのブローバル軍および公共安全、重要インフラ市場向けの無人車両（UGV）部門だった Endeavor Robotics を現金3億8200万ドルで買収した。また、バージニア州アーリントン郡に第二本部を開設した。
2019年10月、電池駆動のドローンよりも長時間滞空可能な、地上とケーブルと接続されたテザードローンに関する特許を Aria Insights から買収した。2020年4月、新型コロナウイルス感染症の世界的流行の中で発熱者の検知に使用できる熱画像カメラを発売した。これらの製品への需要が急増したため、同社のサプライチェーンに負担がかかった。2021年1月、テレダイン・テクノロジーズはフリアーの2019年の売上高19億ドルに対して、同社を80億ドルで買収する最終契約を締結したと発表した。買収は2021年5月に完了し、フリアー・システムズはテレダイン・フリアーLLCとなった。

## 特筆すべき製品の使用例
2017年、同社はGoogleからの500万ドルの助成金で支援されているWWFの「野生動物犯罪技術プロジェクト」と提携した。フリアーのカメラがナミビアおよび南アフリカ共和国、マラウイ、ジンバブエの複数の狩猟獣保護区に配備された。このプログラムでカメラはドローンやディジタル追跡システムなどの技術とともに密猟を防ぐために使用された。2022年4月、同社はNASAが膨張式再突入熱シールドの設計に同社の熱・遠赤外線カメラモジュールBOSONを使用すると発表した。2022年10月25日、同社はアメリカ沿岸警備隊に Maritime Forward Looking Infared (MARFLIR) II センサーと、SeaFLIR 280-HD監視システムのバリエーションを提供するための4870万ドルの資金を獲得した。